# Медицински инструмент
Медицински инструменти или лекарски инструменти су инструменти којима се врши физикални преглед пацијента или прикупљање информација о стању здравља болесника чулима лекара. На основу ових и других података лекар успоставља дијагнозу.
Најосновнији медицински инструменти су: фонендоскоп, манометар, неуролошки чекић, стетоскоп, лупа...
Савремена техника, електроника и медицина дошле су до нових проналазака и производње савремених специјалних медицинских инструмената и уређаја који се користе у дијагностици.